# Gromadka
Gromadka est une localité polonaise et siège de la gmina homonyme, située dans le powiat de Bolesławiec en voïvodie de Basse-Silésie.